# Вана-Рооса

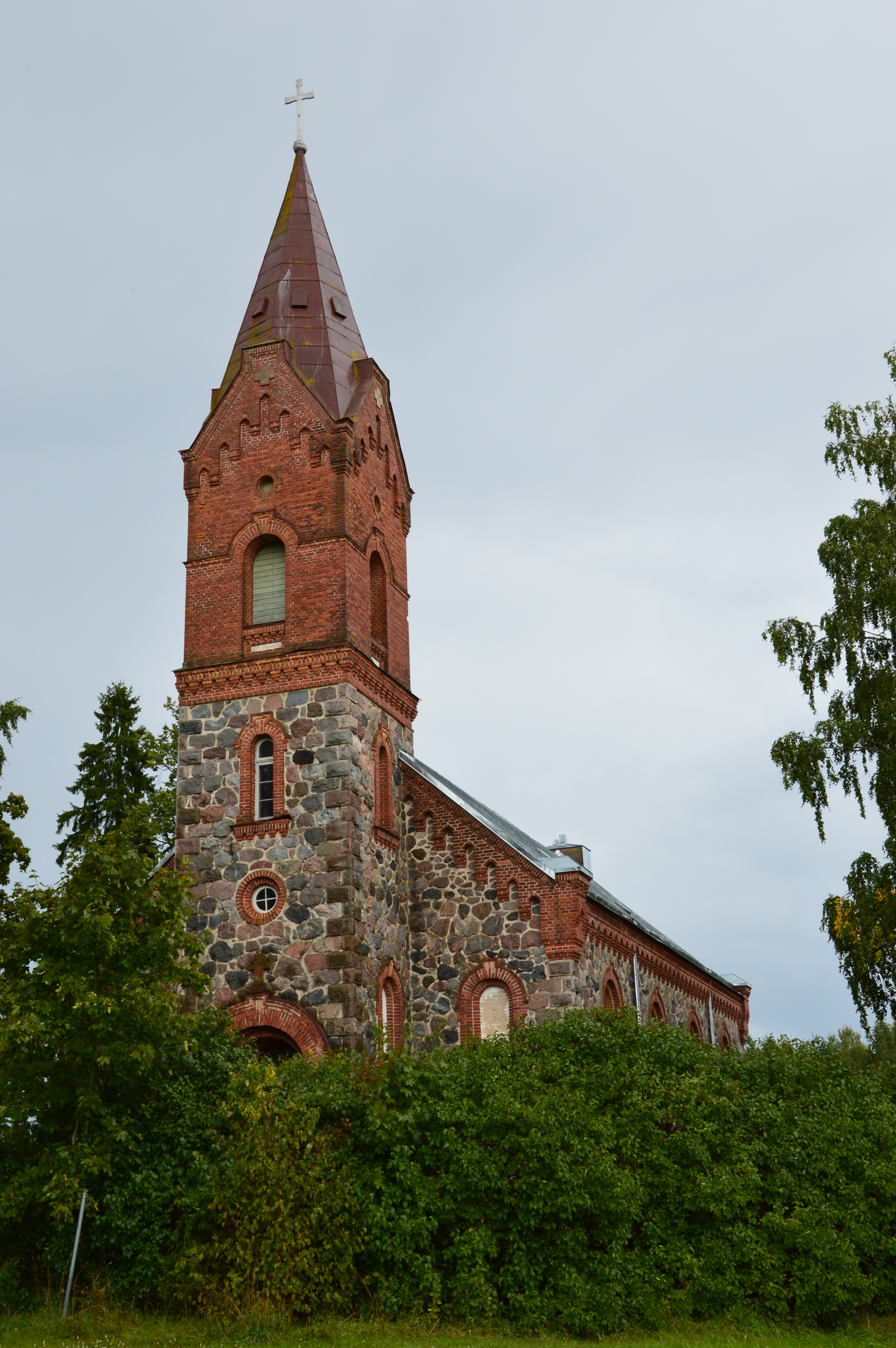
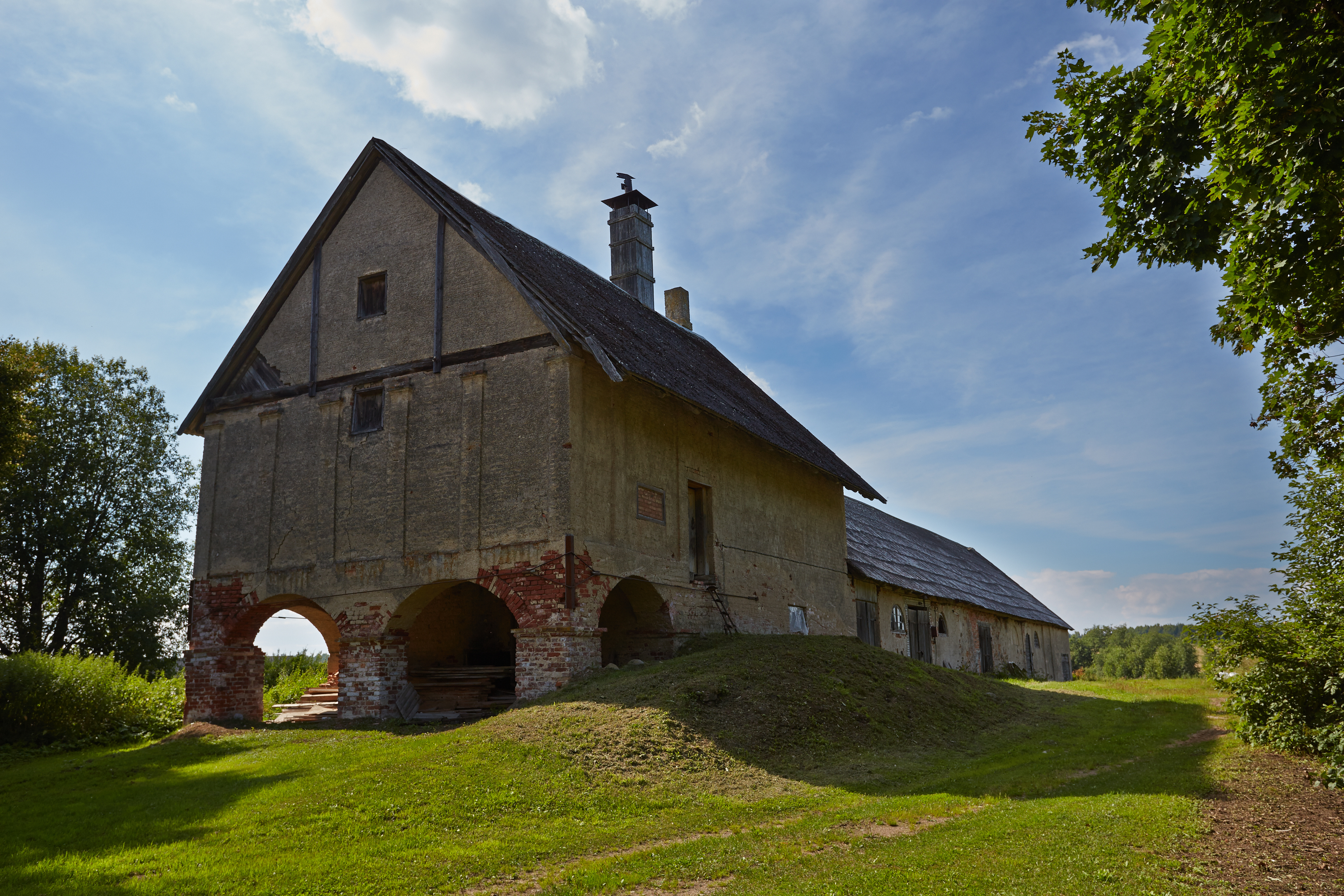
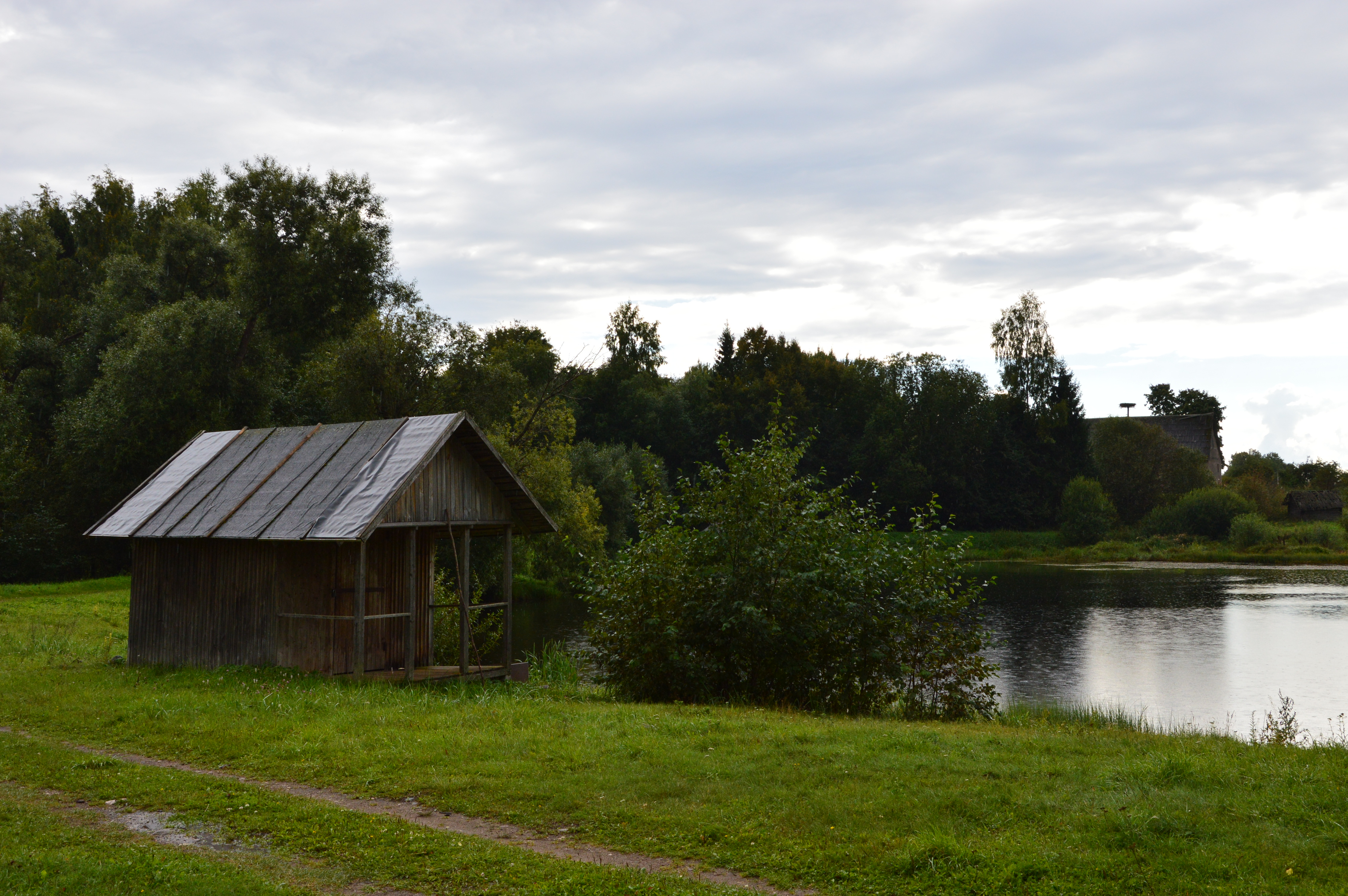

Вана-Рооса (ест. Vana-Roosa) — село в Естонії, входить до складу волості Варсту, повіту Вирумаа.